# Chronologie de l'invasion de l'Ukraine par la Russie (janvier 2023)
Pour un article plus général, voir Invasion de l'Ukraine par la Russie.
Cet article fait partie de la chronologie de l'invasion de l'Ukraine par la Russie et présente une chronologie des événements clés de ce conflit durant le mois de janvier 2023.
Pour les événements précédents, voir Chronologie de l'invasion de l'Ukraine par la Russie (décembre 2022).
Pour les événements suivants, voir Chronologie de l'invasion de l'Ukraine par la Russie (février 2023).

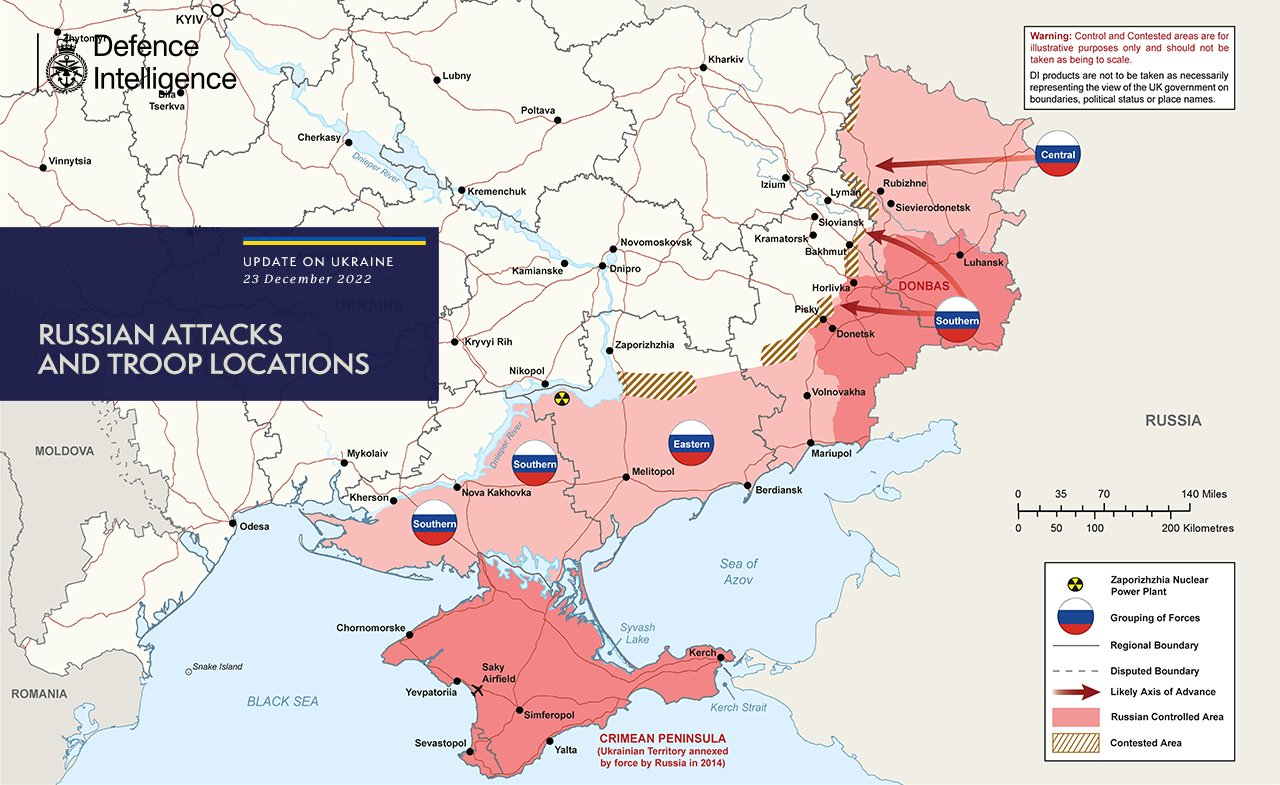
Situation fin décembre 2022

## Chronologie des évènements

### 1erjanvier
L'état-major de l'armée ukrainienne affirme avoir détruit l'ensemble des trente-cinq engins tirés par la Russie, utilisant notamment le drone suicide Shahed-136 dont une grande partie visait la capitale.
Le ministère russe de la Défense affirme, que « quatre missiles ont touché un centre de déploiement temporaire de l'armée à Makiïvka et indiquant que 63 militaires russes avaient été tués ». Les autorités ukrainiennes et le commentateur prorusse Igor Guirkine estiment qu'il y aurait environ 400 morts et plus de 300 blessés. (il s'agirait en fait de roquettes lancées à partir de lance-roquettes multiples Himars),,,,.

### 2 janvier
L'état-major ukrainien affirme que 720 soldats russes ont été tués en Ukraine en 24 heures. Il estime que les pertes russes depuis le début de la guerre s’élèvent maintenant à 107 440 soldats et la destruction de 6 093 véhicules armés, 4 725 véhicules et camions-citernes, 3 031 chars, 2 027 pièces d’artillerie, 1 836 véhicules aériens sans pilote, 423 lance-roquettes multiples, 283 avions, 269 hélicoptères, 723 missiles de croisière, 213 systèmes de défense aérienne, 181 équipements spéciaux et 16 navires.

### 3 janvier
Le ministère de la défense britannique indique « Depuis plusieurs jours, les forces russes et ukrainiennes se battent pour le contrôle de la partie de l'autoroute R 66 située au nord de la ville de Kreminna, dans l'oblast de Louhansk, sous contrôle russe ». Cette route est une voie d’approvisionnement déterminante pour la partie nord du front russe du Donbass depuis la région de Belgorod, en Russie.
Igor Konachenkov, le porte-parole du ministère russe de la Défense déclare que « les forces armées russes ont détruit un arsenal de l'armée ukrainienne (dont 2 lance-roquettes multiples HIMARS, 4 RM-70 MLRS, 800 obus et 120 militaires), à la gare de Droujkivka, lors d'une nouvelle offensive dans les environs de Koupiansk, où les troupes russes continuent d'avancer,. »

### 4 janvier
Le porte-parole des forces armées ukrainiennes Serhii Cherevaties déclare : « Nos missiles et nos tirs d’artillerie ont touché plusieurs cibles. Premièrement, de grandes concentrations de personnel et d'équipements militaires, et deuxièmement, deux entrepôts de munitions à Avdiivka et Lyman. »
Comme annoncé le 21 décembre 2020, Vladimir Poutine, a supervisé le départ la frégate Amiral-Gorchkov qui serait équipée des nouveaux missiles de croisière hypersoniques Zircon. Sergueï Choïgou indiquant « que la frégate Amiral-Gorchkov allait naviguer dans les océans Atlantique et Indien ainsi qu'en mer Méditerranée »,.
Dmitri Rogozine écrit à l'ambassadeur français à Moscou, Pierre Lévy, pour lui envoyer un éclat d'obus qui, selon lui, a été tiré par un canon Caesar français fourni à l'Ukraine le 22 décembre 2022. « Dans cette enveloppe, avec ma lettre, vous verrez un fragment d’obus d'une pièce d'artillerie française de 155 mm Caesar. Il a perforé mon épaule droite et s'est logé dans la cinquième vertèbre cervicale, à un millimètre seulement de différence, il aurait pu me tuer ou de me rendre invalide. Toutes nos victimes sont sur votre conscience. Je vous demande de remettre le fragment retiré de ma colonne vertébrale par les chirurgiens au président français Emmanuel Macron. Et dites lui que personne n'échappera à la responsabilité des crimes de guerre ».
La France annonce la prochaine livraison de chars légers AMX-10 RC aux troupes de Kiev.
Le Président Volodymyr Zelensky, annonce l'arrivée de véhicules légers blindés Bastion.

### 5 janvier
Les États-Unis envisagent la fourniture de véhicules M2 Bradley.
L'Allemagne s’engage à livrer des véhicules de combat d'infanterie Marder.
Il n'y a pas eu de trêve pour Noël ou le Nouvel An sur le terrain, mais Vladimir Poutine ordonne un cessez-le-feu en Ukraine les 6 et 7 janvier : « Compte tenu de l’appel de Sa Sainteté le patriarche Cyrille, j'instruis le ministre de la Défense russe d'introduire un régime de cessez-le-feu sur toute la ligne de contact entre les parties en Ukraine à partir de midi, le 6 janvier, de cette année jusqu’à minuit, le 7 janvier, à l’occasion de la fête de Noël orthodoxe. »
Le ministre des Affaires étrangères ukrainien, Dmytro Kouleba, a indiqué concernant cessez le feu : « Le Président Volodymyr Zelensky a proposé un protocole de paix en dix étapes. La Russie l'a ignoré et a, à la place, bombardé Kherson la veille de Noël, lancé des frappes massives de missiles et de drones au Nouvel An. Leur actuel cessez-le-feu unilatéral ne peut pas et ne doit pas être pris au sérieux. »
Le Président Volodymyr Zelensky indiquant : « Les Russes veulent utiliser Noël orthodoxe comme une excuse pour tenter, ne serait-ce que temporairement, d’arrêter la progression de nos hommes dans le Donbass et nous empêcher d’y acheminer des équipements, des munitions et d'y mobiliser des soldats. »
Le ministère de la Défense biélorusse déclare : « renforcer la protection et la défense de l'union de la Russie et de la Biélorussie. Le personnel, les armes, les équipements militaires et spéciaux des Forces armées de la fédération de Russie continueront d’être acheminés en république de Biélorussie ». L'Ukraine suppose que Moscou utilise la Biélorussie pour lancer une nouvelle invasion terrestre depuis le nord, en ouvrant un nouveau front.

### 6 janvier
Malgré la trêve annoncée par Poutine les tirs d’artillerie se poursuivent à Bakhmout, à Kramatorsk, et à Kherson. Dans la région de Louhansk, les autorités locales ont rapporté quatorze tirs d’artillerie et trois assauts russes.

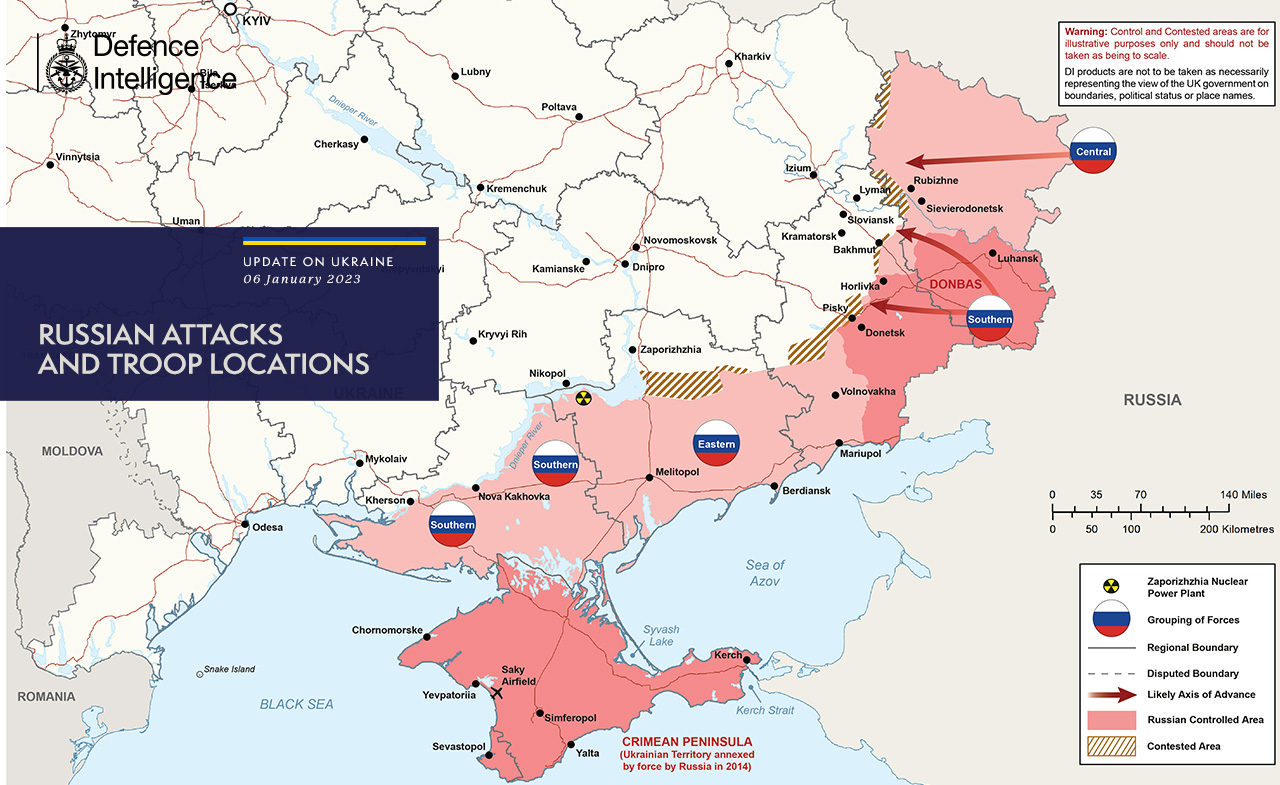
Situation au 6 janvier 2023

### 7 janvier
Selon le gouverneur installé par la Russie à Sébastopol, un drone aurait été abattu par les défenses aériennes.
Selon Vadym Skibitsky, chef adjoint du renseignement militaire ukrainien, la Russie s’apprête à ordonner la mobilisation de 500 000 réservistes supplémentaires en janvier, après les 300 000 appelés en octobre.
Les services britanniques indiquent : « Au cours des trois dernières semaines, les combats autour de Kreminna se sont concentrés sur le terrain fortement boisé à l'ouest de la ville. Les forêts de conifères empêchent l'observation aérienne et les deux camps ont du mal à ajuster avec précision les tirs d’artillerie. Comme c'est souvent le cas pour les opérations en forêt, les combats d’infanterie se font souvent à courte distance. »

### 8 janvier
Le ministère de la Défense britannique indique que l'armée russe « a renforcé ses fortifications défensives dans le centre de l'oblast de Zaporijjia, dans le sud de l'Ukraine, notamment entre les villes de Vassylivka et Orikhiv, Moscou craignant une offensive ukrainienne dans deux secteurs : soit dans le nord de l'oblast de Louhansk, soit à Zaporijjia. »
L'armée russe annonce des frappes sur Kramatorsk en représailles à celles sur Makiïvka indiquant : « Au cours des dernières vingt-quatre heures, les moyens de reconnaissance russes ont découvert et confirmé de manière fiable par plusieurs canaux indépendants le déploiement temporaire de personnel des Forces armées ukrainiennes dans la ville de Kramatorsk. Il y avait plus de 700 militaires ukrainiens dans le dortoir 28 et plus de 600 militaires ukrainiens dans le dortoir 47. À la suite d'une frappe massive de missiles, plus de 600 militaires ukrainiens ont été tués. »
Serhi Cheravaty, un porte-parole du commandement de l'armée ukrainienne dément cette annonce : « Il s'agit d'une opération de communication car les troupes russes n’ont pas la capacité de délivrer des frappes de haute précision ».
Le lendemain, les responsables de l'école professionnelle de Kramatorsk ont démenti les allégations russes selon lesquelles 600 soldats ukrainiens y auraient été tués l’avant-veille. Ce démenti est confirmé par des journalistes de l'Associated Press qui ont constaté des dégâts sur un bâtiment et la présence d'un cratère causé par une explosion. « Ils n'ont vu aucun signe de présence militaire ukrainienne ni de victime. Personne n’a vu une seule tache de sang nulle part ».

### 9 janvier
Le Président Volodymyr Zelensky indique que les troupes ukrainiennes « subissent de nouveaux assauts, encore plus violents à Soledar », oblast de Donetsk.

### 10 janvier
Le ministère de la défense britannique indique : « Au cours des quatre derniers jours, les forces russes et wagnériennes ont fait des avancées tactiques dans la petite ville de Soledar dans le Donbass et contrôlent probablement la majeure partie de l'endroit ». Le principal objectif opérationnel immédiat de la Russie est d'encercler Bakhmout par le nord et de perturber les lignes de communication ukrainiennes (uk) en particulier l'autoroute T 0513 (uk) et l'autoroute T 1302 (uk).
Evgueni Prigojine, patron du groupe paramilitaire russe Wagner indique : « Soyons honnêtes (…). L'armée ukrainienne se bat avec bravoure pour Bakhmout et Soledar, affirmant, une fois de plus, je tiens à souligner qu’aucune unité autre que les combattants de Wagner n’a participé à l'assaut de Soledar,.
Des combats très durs et sanglants sont en cours dans la banlieue ouest de Soledar »,oblast de Donetsk.

### 11 janvier
Evgueni Prigojine affirme : « Les unités de Wagner ont pris le contrôle du territoire entier de Soledar »,,,.
L'armée ukrainienne affirme quant à elle « Soledar était, est et sera toujours ukrainienne ! »,,.
Volodymyr Zelensky estime que l'Ukraine doit se tenir prête à une offensive depuis sa frontière avec la Biélorussie.
Vladimir Poutine nomme le général Valeri Guerassimov, commandant du groupement combiné de troupes déployées en Ukraine en remplacement de Sergueï Sourovikine, qui avait été nommé à ce poste en octobre 2022.
Selon Volodymyr Zelensky, les combats se poursuivent à Soledar, oblast de Donetsk.

### 12 janvier
Le ministère de la défense britannique indique que « depuis le début du mois de janvier 2023, la Russie a alloué des bataillons de la 76e division d'assaut aéroportée de la Garde du VDV, pour renforcer la ligne de front de Kreminna. »

### 13 janvier
la vice-ministre de la Défense ukrainienne, Hanna Maliar, déclare : « L'ennemi a jeté presque toutes ses forces principales en direction de Donetsk et maintient une offensive de haute intensité. Nos combattants tentent courageusement de maintenir la défense de Soledar, oblast de Donetsk ».
 L'Institut pour l'étude de la guerre (ISW) indique que « des photos géolocalisées publiées les 11 et 12 janvier, indiquent que les forces russes contrôlent probablement la plus grande partie, sinon la totalité, de Soledar et ont probablement poussé les forces ukrainiennes hors de la périphérie ouest de la localité ».
Le ministère de la Défense russe souligne :
- La prise de Soledar est devenue possible grâce à des frappes continues sur les positions des Forces armées ukrainiennes de l'aviation russe, des missiles et de l'artillerie russes.
- Au cours des trois derniers jours, plus de 700 militaires ukrainiens et plus de 300 armes des Forces armées ukrainiennes ont été détruits dans la région de Soledar.
- Les forces russes et les moyens de guerre électronique lors de la prise de Soledar ont supprimé le système de contrôle de l'ennemi et perturbé l'utilisation des drones ukrainiens
- Le contrôle de Soledar permet de couper l'approvisionnement des troupes ukrainiennes dans la ville de Bakhmout et de faire entrer dans le chaudron les unités des Forces armées ukrainiennes qui y restent.

CNN a indiqué que les parachutistes des 46e et 77e brigades aéromobiles sont toujours à la périphérie ouest de Soledar.
Selon l'Ukraine cinq pays seraient prêts à transférer des chars de combat Leopard.

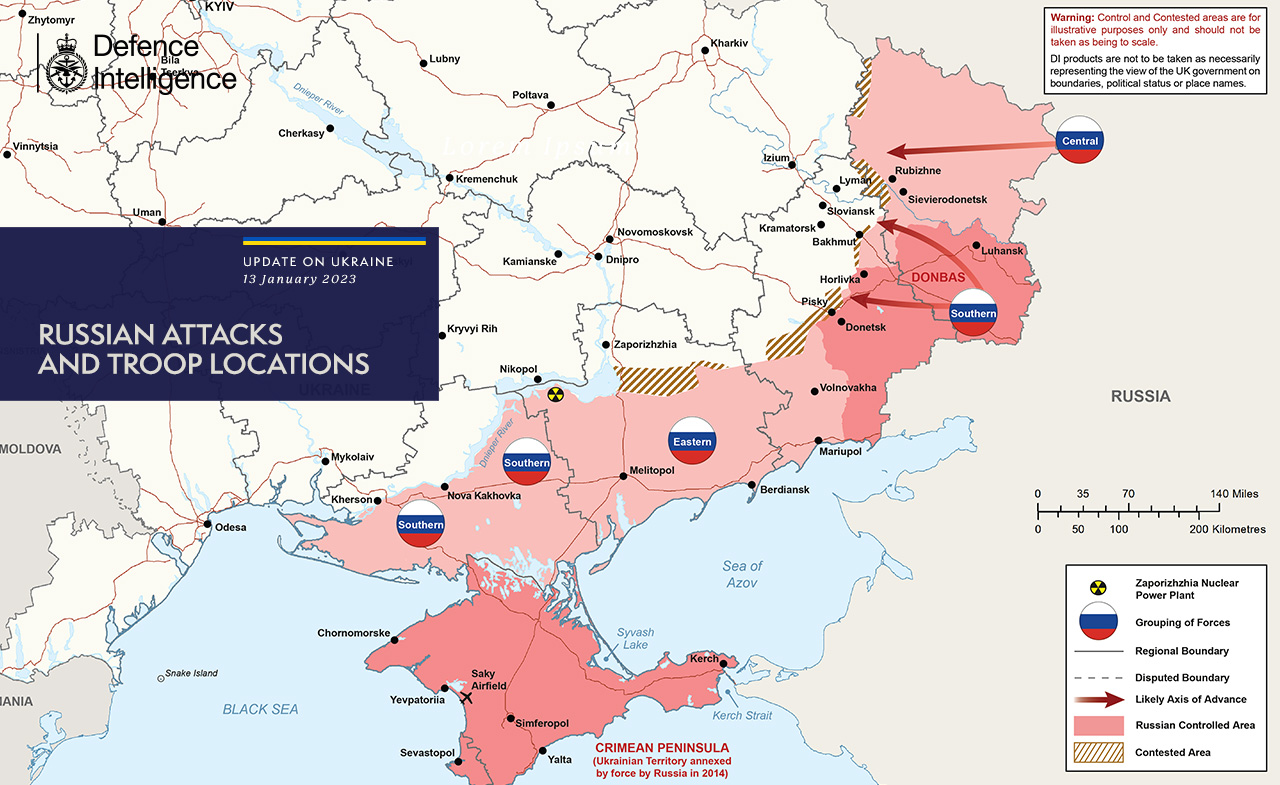
Situation au 13 janvier 2023

### 14 janvier
Il y a eu plusieurs explosions de missiles à Kiev, Kharkiv, Zaporijjia, Mykolaïv, Lviv.
Une frappe aérienne sur un immeuble d'habitation de Dnipro par un missile Kh-22 tiré depuis un Tu-22M3 du 52e régiment de la 22e division fait quarante morts, trente cinq disparus et soixante dix-neuf blessés.
Rishi Sunak, le Premier ministre britannique promet de fournir un escadron de 14 chars lourds Challenger 2 à l'Ukraine.

### 15 janvier
Concernant l'attaque de l'immeuble d'habitation à Dnipro, le chef adjoint du cabinet de la présidence, Kirill Timoshenko a indiqué que « 30 personnes sont mortes, 73 personnes ont été blessées, dont 13 enfants, 39 personnes ont été sauvées, dont 6 enfants et que 40 personnes sont encore recherchées, qu'environ 3 800 tonnes de structures étaient détruites et 39 véhicules endommagés »,.
Sept personnes ont été tuées, et treize autres blessées, par l'explosion de munitions dans la région de Belgorod, en Russie  où se trouvent plusieurs bases et camps d’entraînement de l'armée russe,.

Destructions après l'attaque russe de l'immeuble d'habitation à Dnipro
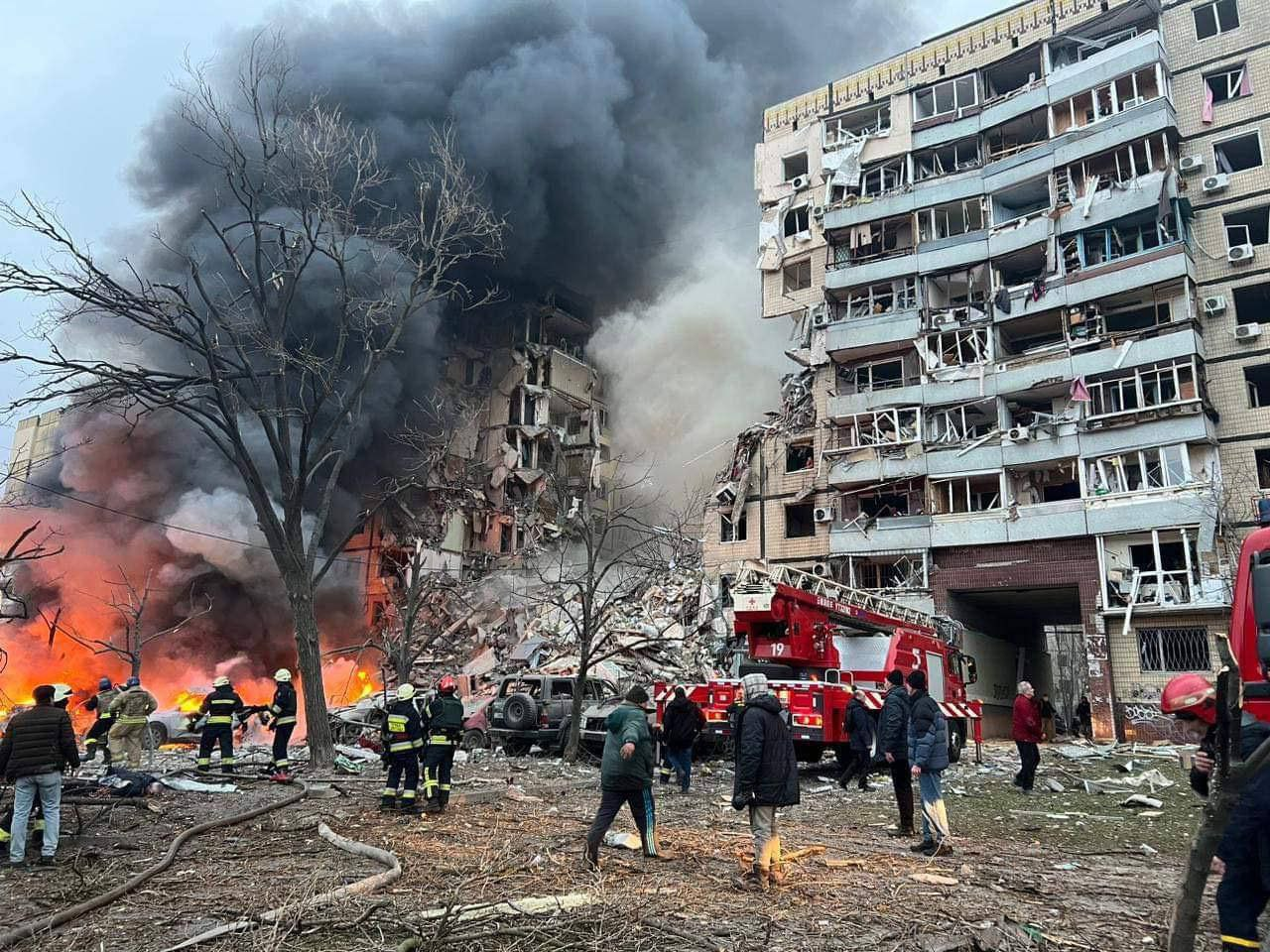

Article détaillé : Frappe de missiles sur un immeuble résidentiel à Dnipro

### 16 janvier
Selon le gouverneur russe de Sébastopol, Mikhaïl Razvojaïev, dix drones auraient été abattus.
Les recherches continuent dans les décombres de l'immeuble de Dnipro (40 morts et 77 blessés).

### 17 janvier
Concernant la frappe de missile sur un immeuble résidentiel à Dnipro le ministère de la défense britannique explique : « La Russie a principalement ciblé le réseau électrique ukrainien. Un gros missile antinavire AS-4 Kitchen, lancé à partir d’un bombardier moyen Tu-22M3 “Backfire”, a très probablement frappé un immeuble dans la ville de Dnipro, entraînant la mort d’au moins 40 personnes. La Russie a faussement laissé entendre qu'un missile de défense aérienne ukrainien était responsable. L'imprécision du Kitchen au sol est largement connue, son radar n'étant pas capable de différencier les cibles en milieu urbain. Les missiles de type Kitchen ne convenant pas aux frappes de précision, la guerre d’Ukraine laisse penser que le dysfonctionnement de la capacité de frappe à longue portée de la Russie est plus profond. La Russie a très probablement du mal à identifier dynamiquement les cibles et à accéder à une évaluation rapide et précise des dommages de guerre ».
Hanna Maliar a indiqué : « Soixante-douze appartements ont été détruits et 236 endommagés par le missile, qui a percé de part en part un immeuble de Dnipro, où le dernier bilan s’élève à quarante-quatre morts. Il s'agit d'un missile de croisière Kh-22, relativement imprécis, conçu au début des années 1960 pour détruire des porte-avions ».

### 18 janvier
Un hélicoptère Super Puma EC-225 ukrainien s'écrase à Brovary, près de Kiev, faisant 14 morts dont un enfant, et 25 blessés dont 11 enfants. L'appareil transportait neuf personnes (trois membres d'équipage et six passagers), dont le  ministre de l'Intérieur, Denys Monastyrsky, son adjoint Ievheniy Ienine (en) et le secrétaire d'État Iouriy Loubkovytch (uk),,,,,,.

Crash de l'hélicoptère à Brovary
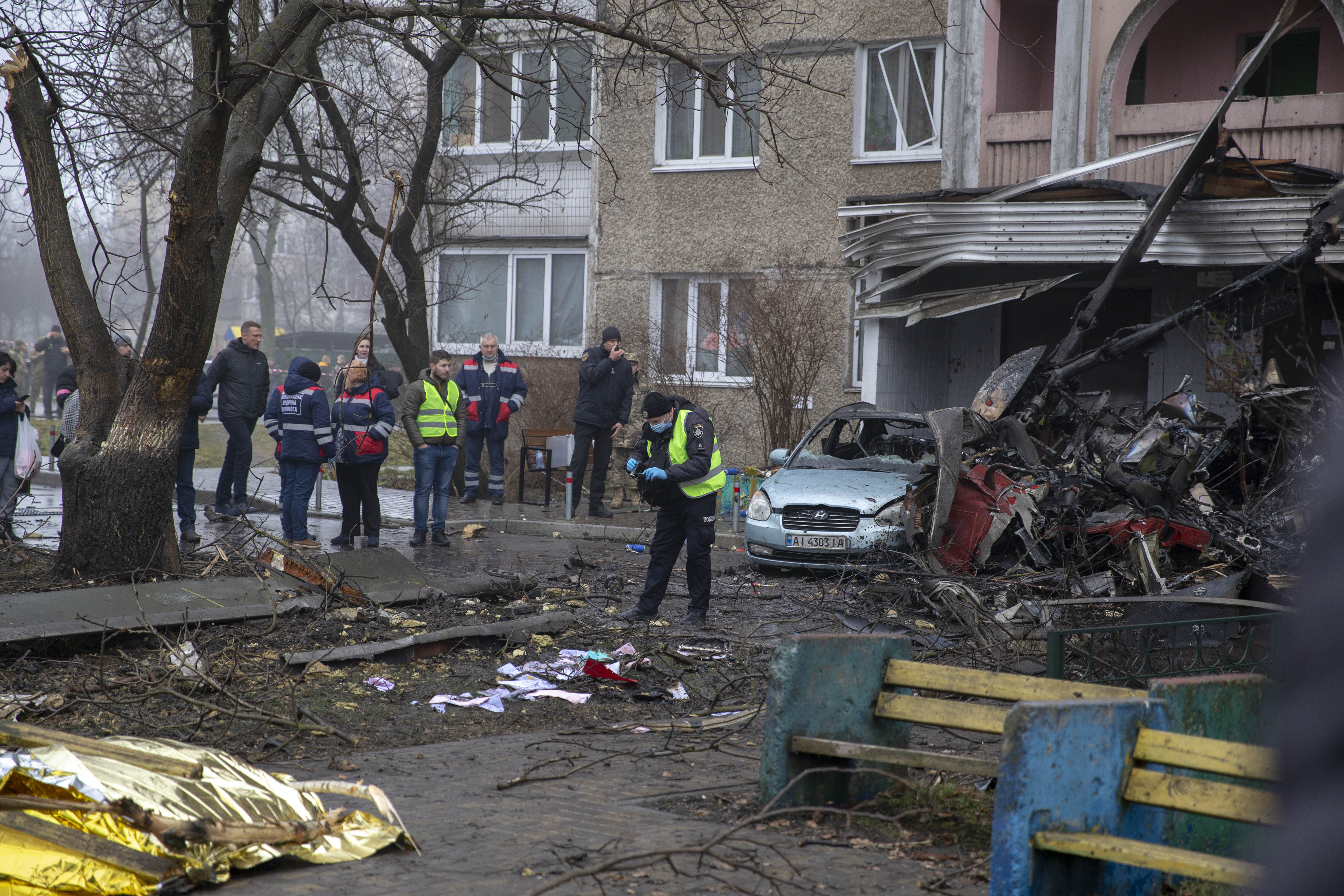
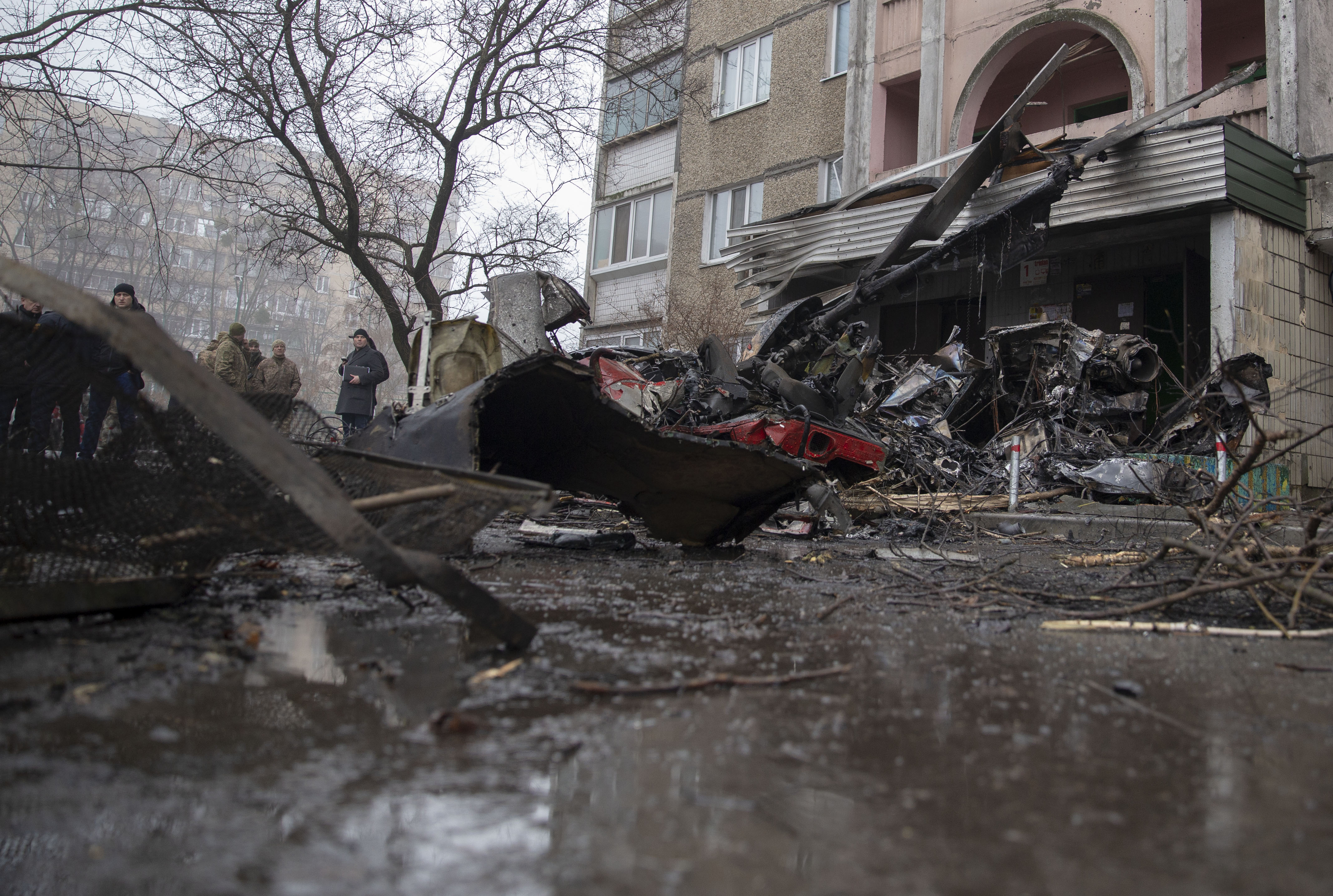
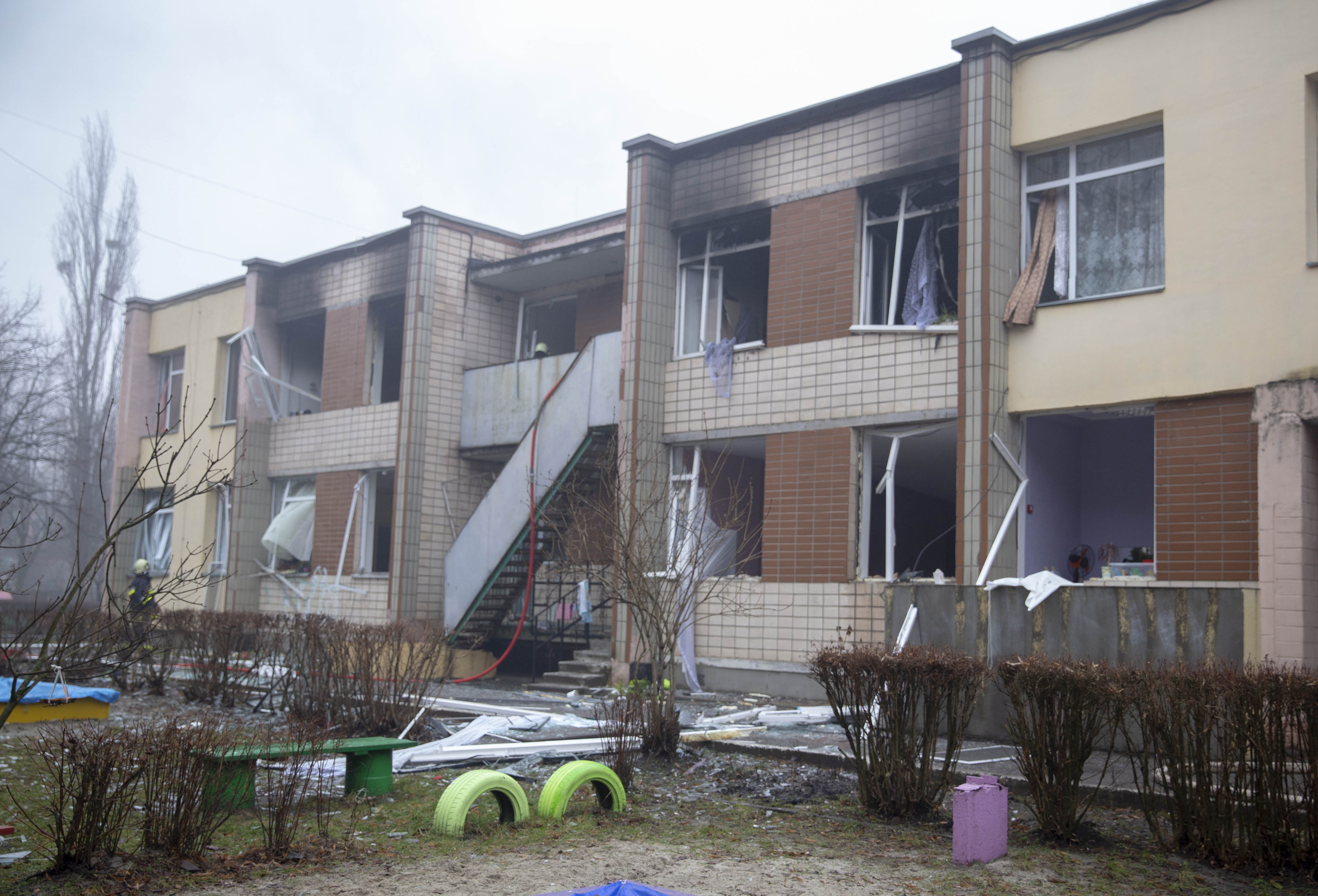

### 19 janvier
La Suède va livrer à l’armée ukrainienne des canons automoteurs Archer.
Le Danemark va donner à l’Ukraine ses dix-neuf canons à longue portée Caesar.
Le Royaume-Uni va fournir 600 missiles Brimstone à l'Ukraine.
A Kiev, le Président Volodymyr Zelensky a accueilli le président du Conseil européen Charles Michel.
Selon un responsable prorusse, l'armée russe lance une offensive locale près d’Orikhiv, où le front est figé depuis plusieurs mois.

### 20 janvier
Les séparatistes prorusses annoncent, avoir pris le contrôle de Klichtchiïvka, au sud de Bakhmout et de Soledar, oblast de Donetsk
Les États-Unis désignent le groupe Wagner comme une organisation criminelle internationale.
Elizaveta Gyrdymova dite « Monetotchka » et Vladimir Ossetchkine sont classés comme « agents de l'étranger » par la justice russe.

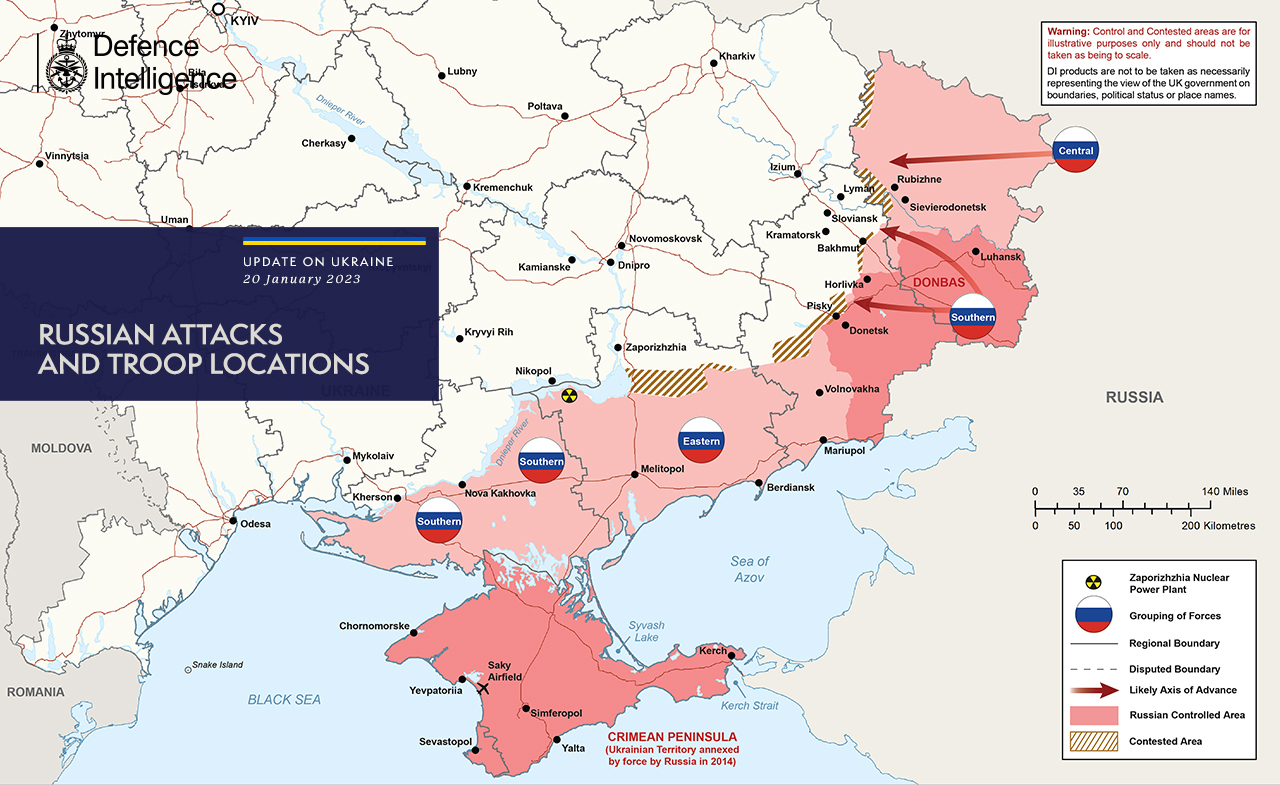
Situation au 20 janvier 2023

### 21 janvier
A Moscou, des systèmes de défense antiaérienne, Pantsir S-1 et S-400, ont été signalés, sur des toits mais aussi au sol.

### 22 janvier
Selon l'agence de presse russe RIA Novosti « l'armée russe progresse en direction de Orikhiv et Houliaïpole situées dans l'oblast de Zaporijjia ».

### 23 janvier
Après l'expulsion, le 11 janvier, de 21 diplomates russes et autres employés de l'ambassade russe à Tallinn, Moscou indique : « l'ambassadeur de la république d'Estonie doit quitter la Russie le 7 février 2023 ».
Par mesure de réciprocité, l'Estonie va expulser l'ambassadeur russe.
Par ailleurs, l'Estonie a annoncé la livraison de tous ses obusiers FH70 de 155 mm à l'Ukraine.

### 24 janvier
Selon Taras Melnytchouk, représentant du gouvernement auprès du Parlement, les gouverneurs des régions de Dnipropetrovsk, de Zaporijjia, de Soumy, de Kherson et de Kiev, vont quitter leurs postes. Le vice-ministre de la défense, celui de la politique sociale et deux vice-ministres du développement territorial ont été limogés à la suite d’un scandale de corruption présumé dans l’armée.

### 25 janvier
Les troupes russes revendiquent des avancées à Bakhmout, oblast de Donetsk.

### 26 janvier
Le porte-parole du gouvernement allemand, Steffen Hebestreit (de) annonce l'envoi de chars Leopard 2 à l'Ukraine.
Le journal Der Spiegel, indique que l'Ukraine pourrait recevoir 80 Leopard 2. L'Allemagne fournirait des Leopards 2A6 qui feront partie du premier bataillon, complétés par des chars venant de la Finlande, l'Espagne et des Pays-Bas. La Pologne et la Norvège fourniront des Leopard 2A4 qui feront partie d'un deuxième bataillon.
Le président américain, Joe Biden, annonce la livraison de 31 chars d'assaut M1 Abrams.
Les Russes ont effectué 55 lancements de missiles aériens et maritimes (Kh-101, Kh-555, Kh-47M2 Kinjal, 3M-54 Kalibr, Kh-59) à partir d’avions Tu-95, Su-35, MiG-31K et de navires de la mer Noire.

### 27 janvier
Plus de quarante missiles tirés par la Russie, dont vingt près de Kiev, interceptés par la défense antiaérienne.
Le Canada annonce la livraison de quatre chars Leopard à l'Ukraine.
Le Premier ministre polonais Mateusz Morawiecki affirme que la Pologne est prête à envoyer 60 chars, dont la moitié du modèle PT-91, une version modernisée du T-72M1.
Le ministère des affaires étrangères russe ordonne à l'ambassadeur de Lettonie, Māris Riekstiņš de quitter la Russie.
Les forces russes tentent de conquérir la ville de Vouhledar, située dans la région de Donetsk.

### 28 janvier
L'armée russe tire un missile sur le secteur résidentiel de Kostiantynivka dans la région de Donetsk faisant 3 morts et 14 blessés.
Dans le cadre de la bataille de Bakhmout, les forces russes ont tiré près de 300 roquettes et obus d'artillerie sur la ville de Vouhledar, afin de percer la défense ukrainienne et aller jusque dans les zones de Pokrovsk et de Dobropillia, oblast de Donetsk.
Les services du renseignement britannique, indiquent que la frappe ukrainienne sur la ville de Makiïvka, dans l'oblast de Donetsk, le 1er janvier, a fait plus de 300 victimes, la majorité étant tuée ou portée disparue.

### 29 janvier
Des bombardements russes sur des quartiers résidentiels de Kherson font au moins trois morts.
L'administration prorusse installée par Moscou à Zaporijjia, accuse l'Ukraine d'avoir « frappé, avec des lanceurs de roquettes multiples Himars, un pont de chemin de fer enjambant la rivière Molotchnaïa. » qui aurait fait 4 morts et 5 blessés.

### 30 janvier

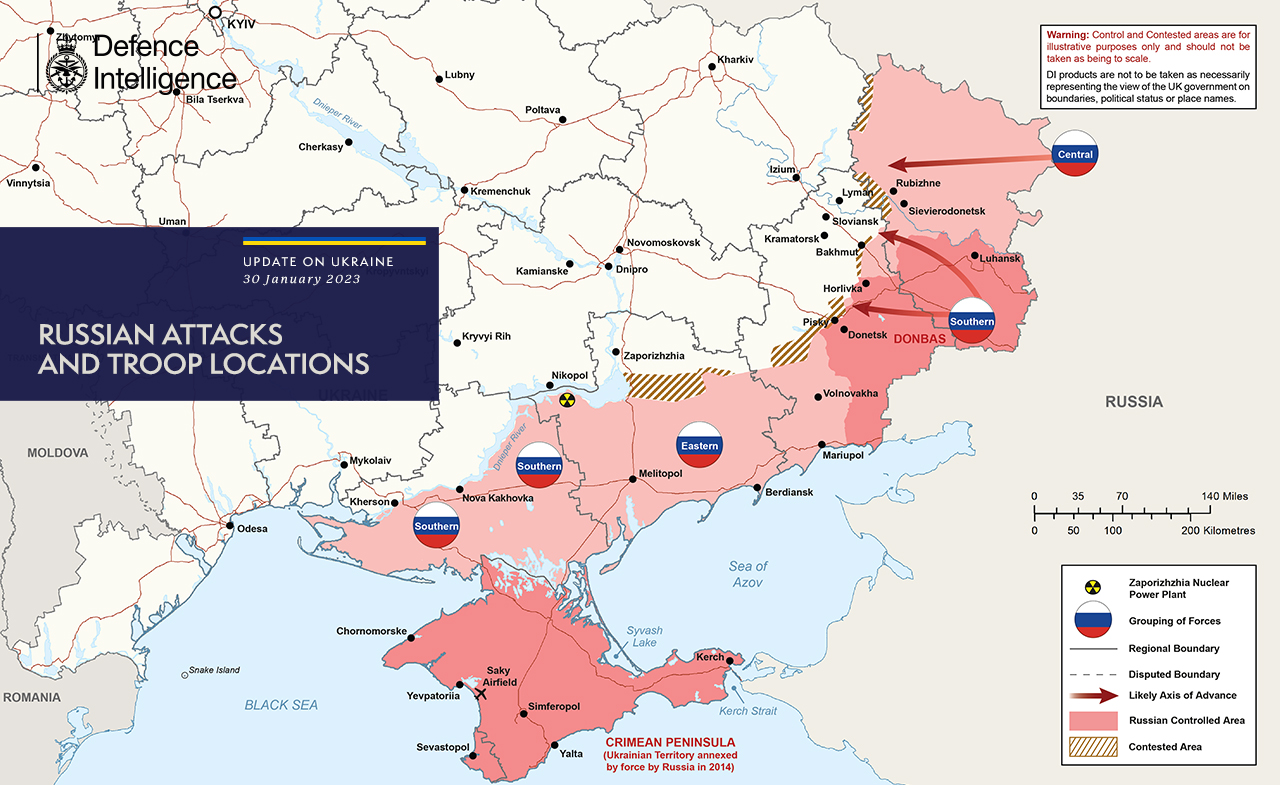
Situation au 30 janvier 2023

### 31 janvier
Selon les autorités ukrainiennes, l'armée russe a procédé, à 42 tirs d'artillerie, de mortier et de lance-roquettes multiples dans l'oblast de Kherson.
La France va fournir 12 canons Caesar supplémentaires à Kiev, qui s’ajoutent aux 18 déjà livrés.
La Lettonie annonce qu'elle expulsait l'ambassadeur de Russie par solidarité avec l'Estonie, et qu'elle retirait aussi son ambassadeur de Moscou.
Dmytro Kouleba, le ministre des Affaires étrangères ukrainien, indique que « l'Ukraine recevra 120 à 140 chars occidentaux lors d'une première vague de livraisons de la part d’une coalition de 12 pays ».
Oblast de Donetsk, la Russie affirme avoir pris le village de Blahodatne (uk), situé au nord de Bakhmout et à l'ouest de Soledar.

### Février 2023
Pour les événements suivants, voir Chronologie de l'invasion de l'Ukraine par la Russie (février 2023).